# Seweryn Kulesza

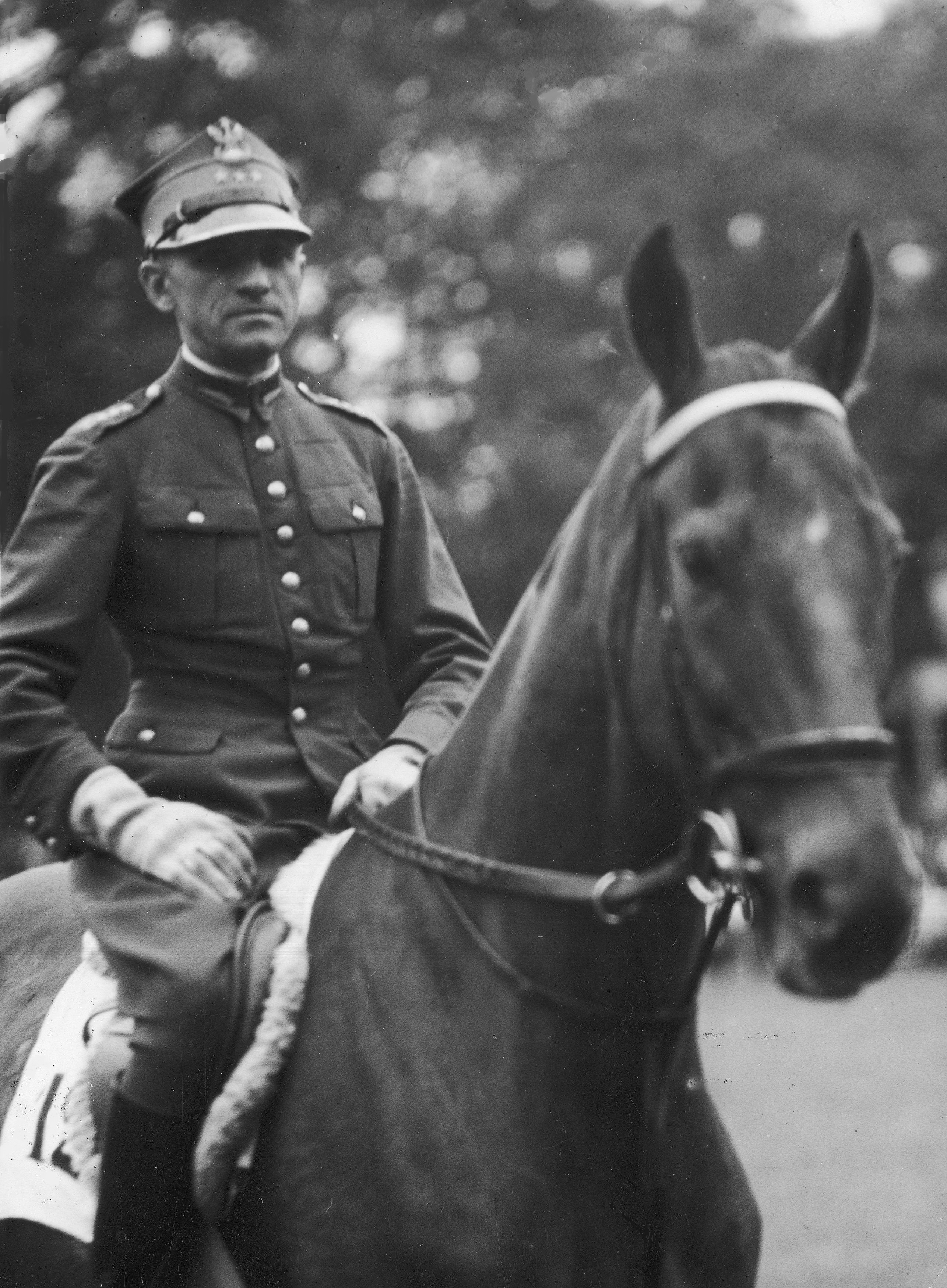
Seweryn Kulesza (1936)

Seweryn Roman Kulesza (* 23. Oktober 1900 in Radom; † 14. Mai 1983 in Los Angeles) war ein polnischer Offizier und Vielseitigkeitsreiter.
Seweryn Kulesza war Major der polnischen Armee und gehörte dem 7. Ulanen-Regiment an. 1936 startete er bei den Olympischen Spielen in Berlin im Vielseitigkeitsreiten. In der Einzelwertung belegte Kulesza auf seinem Pferd Tóska Rang 21 in dem dreitägigen Wettbewerb, bei dem sieben verschiedene Disziplinen bewältigt werden mussten. In der Mannschaftswertung errang er gemeinsam mit Henryk Leliwa-Roycewicz und Zdzisław Kawecki die Silbermedaille hinter der deutschen Mannschaft. Besonders der Geländeritt war extrem schwer, und 32 von 46 Reitern kamen nicht ins Ziel. Drei der besten Pferde mussten anschließend eingeschläfert werden.
Am 2. Dezember 1936 protestierte das Nationale Olympische Komitee der Tschechoslowakei, dessen Reiter Vierte geworden waren, auf dem 24. Kongress der International Federation of Equestrian Sports (FEI) gegen die Vergabe der Silbermedaille an die polnische Mannschaft. Kawecki habe eine Wendemarke ausgelassen. Der Protest wurde zurückgewiesen. Demgegenüber vertritt der polnische Sporthistoriker Mariusz Heron die Meinung, die polnische Mannschaft sei von den deutschen Organisatoren planvoll benachteiligt worden, um die Goldmedaille der Gastgeber nicht zu gefährden.
Seweryn Kulesza kämpfte 1939 beim deutschen Überfall auf Polen und wurde von der Wehrmacht gefangen genommen. Die Kriegsjahre verbrachte er im Oflag VII A in Murnau. Nach dem Krieg kehrte er in seine Heimat zurück und wurde mit dem Orden Virtuti Militari, dem höchsten polnischen Militärorden, ausgezeichnet. Später emigrierte er zunächst nach Kanada, dann in die USA. Er starb 1983 in Los Angeles.